# Masteluin
Masteluin (ook wel mengkoren genoemd) is een historisch begrip uit de landbouw en broodcultuur dat verwijst naar zowel gemengd graan als het brood dat uit dit mengsel gebakken wordt. De term wordt voornamelijk gebruikt in Nederland en België en kent een oorsprong in de traditionele landbouwpraktijken van West-Europa.

## Omschrijving

### Mengkoren
Masteluin als mengkoren duidt specifiek op een mengsel van twee graansoorten: tarwe (Triticum aestivum) en rogge (Secale cereale), meestal in gelijke delen. Dit mengsel werd soms doelbewust ingezaaid, maar ontstond ook spontaan wanneer beide gewassen op nabijgelegen percelen geteeld werden. De combinatie van tarwe en rogge resulteerde in een hybride oogst met eigenschappen van beide granen: de hogere opbrengst en bakwaarde van tarwe, gecombineerd met de koudebestendigheid en robuustheid van rogge. Gewone tarwe is een zelfbestuiver en rogge is een kruisbestuiver. Er kunnen dus alleen op de roggeplanten hybridegraankorrels gevormd worden. Kruisbestuiving door de tarwe zal echter weinig optreden, omdat de pollenkorrels de voorkeur hebben bij de rogge en de tarwe en rogge niet altijd gelijk bloeien. Daarnaast hebbende hybride korrels een lagere bakwaarde (zie triticale);
Het gebruik van mengkoren was vooral praktisch: in tijden van misoogsten of schaarste bood het mengen van verschillende granen een zekere voedselzekerheid.

### Masteluinbrood
Wanneer het masteluin gemalen werd tot bloem of meel, kon er brood van gebakken worden dat eveneens de naam masteluinbrood droeg. Dit brood had qua smaak en structuur kenmerken van zowel tarwe- als roggebrood. Het was donkerder en steviger dan puur tarwebrood, maar luchtiger en milder van smaak dan zuiver roggebrood.
Masteluinbrood werd sedert de middeleeuwen beschouwd als voedzaam en lang houdbaar, wat het tot een gewaardeerd basisvoedsel maakte, vooral op het platteland. In sommige streken werd masteluinbrood gezien als een brood voor gewone mensen, in tegenstelling tot witbrood, dat eerder als luxueus gold.

## Historische context en etymologie
In de middeleeuwen en de vroegmoderne tijd was masteluin een gangbare praktijk in landbouwgebieden waar zowel rogge als tarwe groeiden. De naam masteluin komt van het Oudnederlandse mastelen, dat "mengen" betekent, en afgeleid is van het Latijnse mixtellum (gemengd). Reeds in 1302 wordt het vermeld als mesteluun. Het begrip is verwant aan termen als mastelbrood of mastel, die reeds in middeleeuwse bronnen vermeld worden.
Mengkoren kwam niet alleen voor bij tarwe en rogge, maar ook bij andere combinaties van granen, afhankelijk van lokale beschikbaarheid. Desondanks bleef het tarwe-rogge mengsel het meest wijdverbreid en kreeg het de naam masteluin.

## Huidig gebruik
Tegenwoordig is masteluin in onbruik geraakt als landbouwpraktijk, mede door de moderne mechanisatie, gespecialiseerde teelt en strengere eisen aan zaadzuiverheid. In de ambachtelijke bakkerij en erfgoedprojecten komt het begrip echter weer op als voorbeeld van traditionele voedselproductie. Sommige bakkers maken nog steeds brood van een mengsel van tarwe- en roggemeel en gebruiken daarvoor de historische benaming masteluinbrood.